# Westerode (Bad Harzburg)
Westerode ist ein Ortsteil der niedersächsischen Stadt Bad Harzburg.

## Geografie
Westerode liegt etwa zwei Kilometer nördlich des Harzburger Stadtzentrums. Die Ortslage befindet sich auf einer Höhe von durchschnittlich 210 m ü. NHN am Nordhang des Butterbergs und östlich des Hornbergs am Rande einer weitreichenden Ackerlandschaft innerhalb der östlichen Harzburger Senke, wobei die Höhe innerhalb der Ortschaft von 196 m ü. NHN am Nordrand Westerodes bis zu 247 m ü. NHN in der Quellesiedlung schwankt.
Der Ort befindet sich mit dem durch den Ort fließenden Maschbach (im Volksmund: Bäckerbach) und dem östlich tangentierenden Kattenbach im Einzugsbereich der Schamlah und Ecker, ein Nebenfluss der Oker. Die Radau bildet die Westgrenze zu den Harzburger Ortsteilen Schlewecke und Bündheim.

### Nachbarorte
| Gut Radau Radauanger                   | Vienenburg                                  | Bettingerode Lochtum |
| Mathildenhütte Schlewecke Harlingerode | Kompassrose, die auf Nachbargemeinden zeigt | Eckertal Stapelburg  |
| Bündheim                               | Quellesiedlung Bad Harzburg                 | Ottenhai             |

### Ortsgliederung
Statistisch zu Westerode gezählt werden Mathildenhütte/Radauberg westlich der Bundesstraße 4 und die Quellesiedlung im Süden.

## Geschichte

### Frühgeschichte
Die älteste erhaltene Urkunde, in der Westerode sicher genannt wird, ist die Gründungsurkunde des Klosters Wöltingerode vom 19. Oktober 1174. Aus Vergleichen mit anderen schon lange vor 1174 genannten Orten, deren Namen mit „-rode“ enden, folgern Historiker, dass die Rodedörfer im 9. bis 10. Jahrhundert entstanden sind. Westerode mag somit durchaus 1000 Jahre alt sein. Die ersten Höfe wurden entlang des Maschbaches gegründet, da das natürlich vorhandene Wasser die Lebensgrundlage für Mensch und Vieh war. Das Dorf trug wie die anderen Dörfer im Amt Harzburg zur Verpflegung der Harzburg bei und war deshalb eng mit dem Schicksal der Burg verknüpft. im Jahr 1180 wurden die Grafen von Wöltingerode und Woldenberg durch Kaiser Friedrich Barbarossa mit der Reichsfeste Harzburg beliehen.
„1440“ ist die Jahreszahl der kleinen Glocke, die im Kirchturm hängt. Sie stammt aus der alten Kirche von Westerode, die Kapelle genannt wurde. Sie befand sich in der Mitte des Dorfes am Ostufer des Maschbaches auf dem heutigen Grundstück Krugstraße 12. Diese Kapelle wurde im Dreißigjährigen Krieg eingeäschert. Die längere Zeit wüstliegende Stätte wurde 1657 wieder bebaut.

### Neuzeit

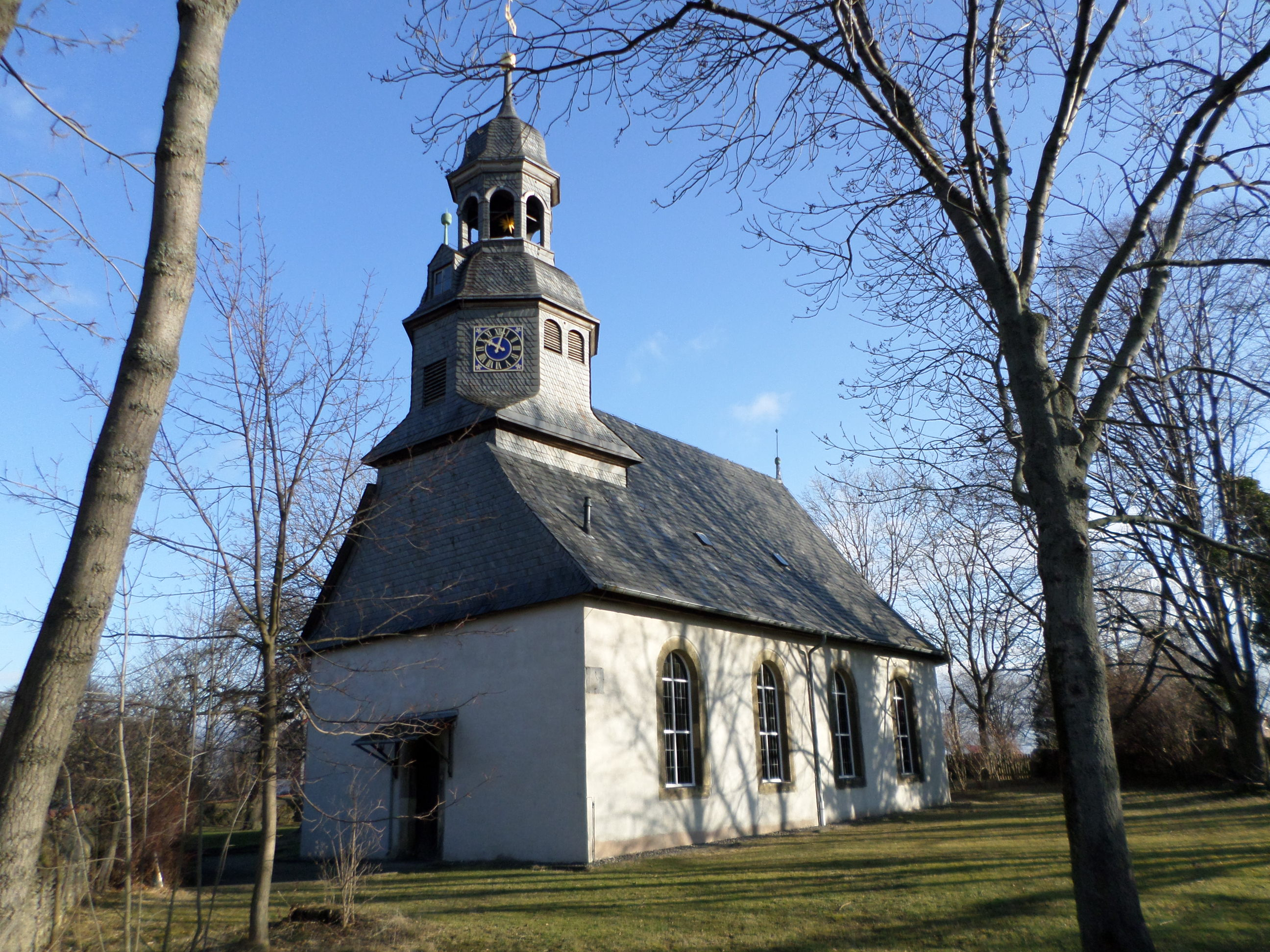
St.-Nicolai-Kirche Westerode von 1612

Aus dem Jahr 1510 ist eine Liste von Namen der Westeröder Einwohner erhalten. Frühere Urkunden beziehen sich jeweils auf die Vergabe von Lehen der Westeröder Ländereien an Grafen, Klöster und Edelleute. Aus dem Jahr 1548 stammt das älteste Zinsregister des Amtmannes der Harzburg. Es diente dem Herzog von Braunschweig dazu, den Umfang des Besitzes mit den entsprechenden Abgaben und Diensten in den einzelnen Dörfern festzuhalten.
Im Dreißigjährigen Krieg gelangten 1625 erste Truppen des katholischen Heerführers Wallenstein in das Amt Harzburg. Die Harzburg wurde nicht erobert, aber die umliegenden Dörfer wurden in der Folgezeit schwer verwüstet. Die Bevölkerung versuchte sich in den angrenzenden Bergen in Sicherheit zu bringen.
Die Pfarre ging 1641 in Bettingerode samt den Kirchenbüchern von Westerode in Flammen auf. Bis Kriegsende ist es wegen der streitenden Parteien sehr unsicher im Amt gewesen. Es lebten nur noch rund 130 Menschen im Amt Harzburg, 80 Prozent der Bevölkerung war in den Kriegswirren zugrunde gegangen. Der Amtmann Andreas Caspar von Uslar ließ 1702 die heute noch bestehende Mauer um die Kirche bauen.
Im Jahr 1734 verbrannten die Kirchenbücher von Westerode in der Pfarre von Bettingerode. Mit „1773“ wird die Jahreszahl in der Wetterfahne auf dem Kirchturm angegeben. Erwerbsquellen waren zu jener Zeit neben der Landwirtschaft und dem Handwerk Obst- und Gemüsehandel zum Oberharz und nach Goslar. Es gab einen Steinbruch am Butterberg und eine Mergelkuhle am Weißberg. Ein Vorrecht für Holztransport zum Salzwerk in Neustadt bestand für die Westeröder.

### 19. Jahrhundert
Das heutige Dorfgemeinschaftshaus wurde 1817 als Schulgebäude errichtet. Seit 1568 gab es eine Schule in Bettingerode, wohin die großen Kinder Westerodes gingen. Die kleinen Kinder wurden wohl bis 1817 von schreib-, lese- und rechenkundigen Westeröder Einwohnern unterrichtet. Die jetzige Kirchenorgel wurde 1843 von Johann Andreas Engelhardt, Orgelbaumeister zu Herzberg, erbaut. 1861 wurde die Mathildenhütte auf Westeröder Gebiet in Betrieb genommen. Es wurde Eisenerz aus der Grube Friederike in Bündheim und Grube Hansa verhüttet. Danach wurden auch die Wohnhäuser für Hüttenarbeiter an der Mathildenhütte gebaut.
Im Jahr 1866 gab es bei einer Choleraepidemie sieben Todesfälle. Die Separation wurde 1876 abgeschlossen. Die bis dahin kleinen Ackerstücke wurden zu größeren Flächen zusammengelegt. Dadurch war der Landwirtschaft die Möglichkeit gegeben, den Boden praktischer und intensiver zu nutzen.
Die Bahnstrecke Heudeber-Danstedt–Bad Harzburg wurde 1894 eröffnet, an welcher Westerode einen Bahnhof erhielt. 1894 entstand der zweite Schulbau, der heute Bestandteil der neuen Schule ist.

### 20. Jahrhundert

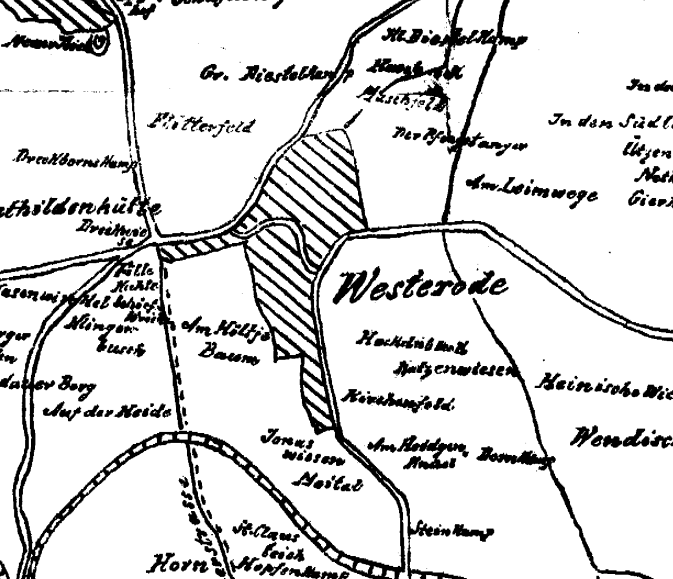
Westerode im Jahre 1910

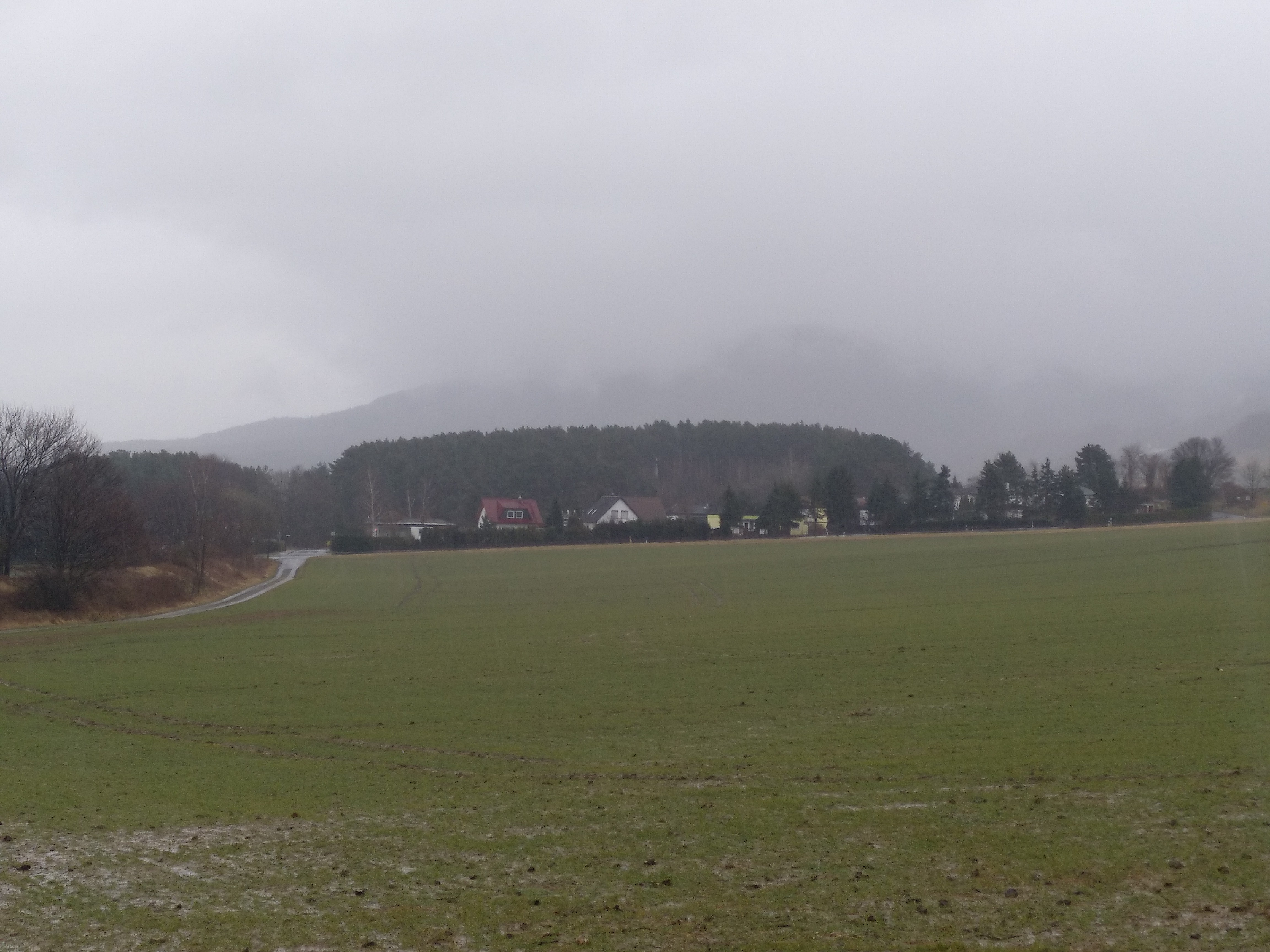
Im 20. Jahrhundert errichtete Quellesiedlung

Im Ersten Weltkrieg fielen 25 Männer aus Westerode bzw. würden vermisst. Die Tafel mit den Namen steht neben dem großen Gedenkstein für beide Weltkriege südlich der Kirche. 1922 wurde ein neues Klassenzimmer in der ehemaligen Scheune des Schulgebäudes eingerichtet. Im gleichen Jahr war der Baubeginn in der Siedlung (heute: Fasanenstraße). Die ehemaligen Badeanstalt wurde um 1931 erbaut.
Im Zweiten Weltkrieg blieb das Dorf von Zerstörungen durch direkte Kriegseinwirkungen weitgehend verschont. Bei Kriegsende, als die Munitionsfabrik Muna im Schimmerwald gesprengt wurde, gab es allerdings an vielen Gebäuden Schäden. An Gefallenen und Vermissten hatte Westerode 64 Männer zu beklagen. Da schon während des Krieges viele Menschen aufgenommen werden mussten, die aus den großen Städten evakuiert waren und danach der Flüchtlingsstrom einsetzte, erhöhte sich die Einwohnerzahl auf rund 1500. Nach dem Zweiten Weltkrieg wurde der Leiter des Bad Harzburger Gabbro-Steinbruchs Konrad Tönnies als erster Ortsbürgermeister ernannt.
Bei der Typhusepidemie 1946–1947 gab es in Westerode rund 60 Todesfälle. 1955 bekam die Kirche zwei neue Glocken, da die alte große Glocke im Zweiten Weltkrieg eingeschmolzen worden war. Im Jahr 1959 wurde die Friedhofskapelle gebaut, die alte Leichenhalle wurde abgerissen.
Die neue Schule wurde 1962 gebaut. Im alten Schulgebäude wurde das Dorfgemeinschaftshaus, eine Bücherei und die Gemeindeverwaltung eingerichtet. 1964 begann der Bau der Kanalisation und 1965 wurde die Quellesiedlung südlich des Kernorts gebaut.

### Eingemeindung
Am 1. Juli 1972 wurde Westerode in die Stadt Bad Harzburg eingegliedert. Danach wurde in den Räumen der ehemaligen Gemeindeverwaltung der Kindergarten eingerichtet. 1983 wurde ein großes Dorfgemeinschaftsfest gefeiert, an dem alle ortsansässigen Gruppen und Vereine beteiligt waren. Westerode wurde 1993 in das Dorferneuerungsprogramm des Landes Niedersachsen aufgenommen. Im Kirchenfelde entstanden im Jahr 2000 die ersten Häuser.

### Einwohnerentwicklung

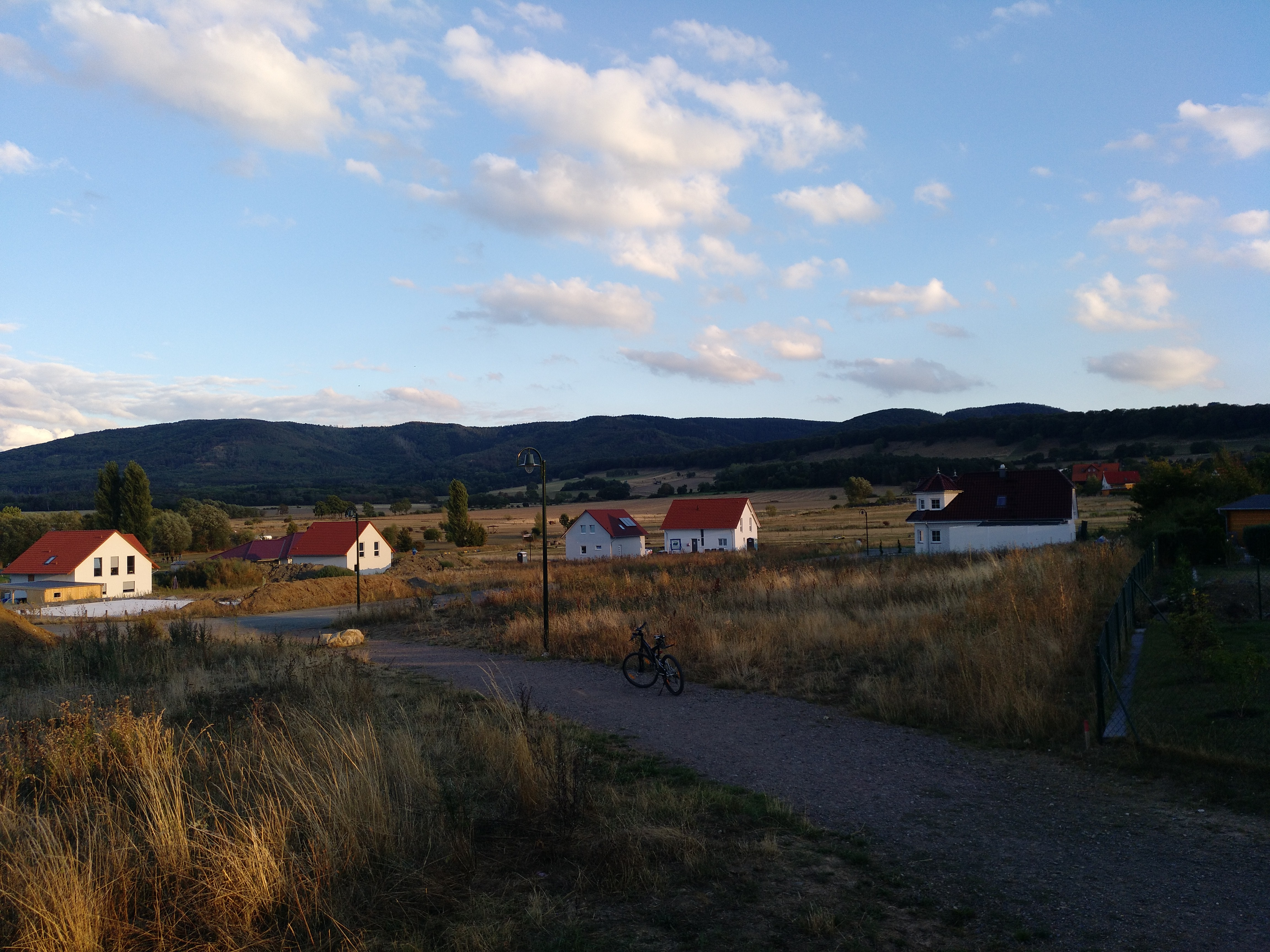
Wohnbaugebiet Nicolairing, 2018

In Westerode gab es 1578 insgesamt 26 Höfe: drei Ackerleute, vier Karrenführer oder Halbspänner und 19 Köther. Nach dem Dreißigjährigen Krieg ordnete Herzog August der Jüngere von Braunschweig an, dass diejenigen, die sich im Amte Harzburg niederließen, auf drei Jahre von allen Belastungen frei sein sollten. Diese Maßnahme hatte besten Erfolg, so gab es 1699 im ganzen Amte keine unbewohnte Hofstelle mehr.
1758 zählte Westerode 39 Höfe. Im Jahre 1798 verfügte das Dorf über 46, 1813 über 49 und 1863 über 54 Feuerstellen. 1900 wurden 196 Haushalte und 78 Wohngebäude gezählt; seit Anfang des 20. Jahrhunderts blieb die Einwohnerzahl relativ konstant.
| Bad Harzburg-Westerode – Bevölkerungsentwicklung seit 1798                                                            | Bad Harzburg-Westerode – Bevölkerungsentwicklung seit 1798               | Bad Harzburg-Westerode – Bevölkerungsentwicklung seit 1798 | Bad Harzburg-Westerode – Bevölkerungsentwicklung seit 1798 | Bad Harzburg-Westerode – Bevölkerungsentwicklung seit 1798 | Bad Harzburg-Westerode – Bevölkerungsentwicklung seit 1798 | Bad Harzburg-Westerode – Bevölkerungsentwicklung seit 1798 |
| Entwicklung | Jahr                                                                     | Einwohnerzahl                                              | Jahr                                                       | Einwohnerzahl                                              | Jahr                                                       | Einwohnerzahl                                              |
| --- | ------------------------------------------------------------------------ | ---------------------------------------------------------- | ---------------------------------------------------------- | ---------------------------------------------------------- | ---------------------------------------------------------- | ---------------------------------------------------------- |
| Hier fehlt eine Grafik, die leider im Moment aus technischen Gründen nicht angezeigt werden kann. Wir arbeiten daran! | 1798                                                                     | 328                                                        | 2005                                                       | 1148                                                       | 2016                                                       | 1076                                                       |
| Hier fehlt eine Grafik, die leider im Moment aus technischen Gründen nicht angezeigt werden kann. Wir arbeiten daran! | 1813                                                                     | 424                                                        | 2007                                                       | 1131                                                       | 2017                                                       | 1079                                                       |
| Hier fehlt eine Grafik, die leider im Moment aus technischen Gründen nicht angezeigt werden kann. Wir arbeiten daran! | 1863                                                                     | 475                                                        | 2008                                                       | 1109                                                       | 2018                                                       | 1076                                                       |
| Hier fehlt eine Grafik, die leider im Moment aus technischen Gründen nicht angezeigt werden kann. Wir arbeiten daran! | 1900                                                                     | 844                                                        | 2010                                                       | 1129                                                       | 2019                                                       | 1141                                                       |
| Hier fehlt eine Grafik, die leider im Moment aus technischen Gründen nicht angezeigt werden kann. Wir arbeiten daran! | 1925                                                                     | 879                                                        | 2011                                                       | 1069                                                       | 2020                                                       | 1189                                                       |
| Hier fehlt eine Grafik, die leider im Moment aus technischen Gründen nicht angezeigt werden kann. Wir arbeiten daran! | 1933                                                                     | 873                                                        | 2012                                                       | 1073                                                       | 0                                                          | 0                                                          |
| Hier fehlt eine Grafik, die leider im Moment aus technischen Gründen nicht angezeigt werden kann. Wir arbeiten daran! | 1939                                                                     | 1016                                                       | 2013                                                       | 1062                                                       | 0                                                          | 0                                                          |
| Hier fehlt eine Grafik, die leider im Moment aus technischen Gründen nicht angezeigt werden kann. Wir arbeiten daran! | 1950                                                                     | 1500                                                       | 2014                                                       | 1059                                                       | 0                                                          | 0                                                          |
| Hier fehlt eine Grafik, die leider im Moment aus technischen Gründen nicht angezeigt werden kann. Wir arbeiten daran! | 1979                                                                     | 1307                                                       | 2015                                                       | 1065                                                       | 0                                                          | 0                                                          |
| Hier fehlt eine Grafik, die leider im Moment aus technischen Gründen nicht angezeigt werden kann. Wir arbeiten daran! | Quelle: 1885–1939, Wert für 1950 gerundet, 1979, ab 2011, 2018 und 2019. |                                                            |                                                            |                                                            |                                                            |                                                            |

Dank neuer Baugebiete stieg die Einwohnerzahl von Westerode bis 2014 weiter an und bleibt seitdem konstant.
- Das Baugebiet Im Kirchenfelde Süd ist laut Erschließungsträger vollständig verkauft.
- Für das neue Baugebiet Nicolairing mit Parzellen von 600 bis 900 m² und störungsfreiem Blick zum Nationalpark Harz hatten im Sommer 2016 Erschließung und Verkauf begonnen. Am 28. Januar 2019 begann die Erschließung des südlichen Abschnitts.[12]

## Infrastruktur
Westerode verfügt mit einem Discounter und einem Bäcker über grundlegende Dienstleistungen für den alltäglichen Bedarf. Im Ortskern befinden sich die Grundschule Westerode, eine Zweigstelle der Gerhart-Hauptmann-Schule, sowie eine städtische Kindertagesstätte mit einer Krippengruppe, zwei Kindergartengruppen und einer Hortgruppe.
Mit dem Golf- und Soccerpark im Krodoland Bad Harzburg bietet Westerode ein regional relevantes Freizeitangebot mit Swingolfplatz, Fußballgolf, Öko Minigolf und Pit-Pat. Teile der östlichen Feldmark werden zudem für den Reitsport benutzt. Ein weiteres Sportangebot ist der Hockeyplatz im Waldgebiet „Auf den Fuchshöhlen“; er wurde am 24. September 1973 seiner Bestimmung übergeben. Seit 2005 nutzt der Hockey Club Bad Harzburg für Trainings und Spiele allerdings den Kunstrasenplatz im Sportpark an der Rennbahn. Auf dem bisherigen Hockeyplatz befindet sich nun die Bogenschießanlage einen örtlichen Vereins.
Zum 15. Oktober 2018 wurde die bis dahin ungenutzte Tennishalle bei einem Investitionsvolumen von ca. 1,5 Millionen Euro zu einem Traumpolinpark und Indoor-Spielplatz „Känguroom“ umgewidmet. Mit einer Fläche von knapp 2.350 Quadratmetern zählt er zu den weitflächigsten Trampolinparks in Niedersachsen.
In der Nähe des Trampolinparks befindet sich der Solarpark Bad Harzburg.

### Verkehr
Der Ort besitzt eine Abfahrt an der vierspurig ausgebauten Bundesstraße 4, die nach Norden in Richtung Vienenburg/Goslar/Braunschweig führt. Das Bad Harzburger Dreieck liegt in der Westeröder Feldmark und ist Endpunkt der Bundesautobahn 369 und der Bundesstraße 6. Über Kreisstraßen ist Westerode an Schlewecke, Bündheim, Bettingerode und die Innenstadt angebunden.
Die Buslinie 821 (Vienenburg – Bettingerode – Bad Harzburg; Regionalbus Braunschweig) durchquert Westerode mitsamt seiner Wohnplätze.

### Bahnverkehr
Der Haltepunkt Westerode war ein Haltepunkt an der Bahnstrecke Heudeber-Danstedt–Bad Harzburg (Streckenkilometer 29,7). Der Personenverkehr an diesem Bahnhof wurde 1917 eingestellt. Die Bahnstrecke wurde 1973 entwidmet und 1977 zurückgebaut.

### Religion
Bereits 1612 wurde die jetzige Kirche zu Westerode erbaut. Aus diesem Jahr stammt auch eine hölzerne Gedenktafel, die das braunschweigische Wappen in farbiger Ausführung trägt, gefolgt von dieser Inschrift:
„Hohestum pro patria 1612. [Ehre dem Vaterland 1612] Der Hochehrwürdige, durchlauchtige, hochgeborene Fürste und Herr Heinrich Julius (reg. 1589–1613) postulierter Bischof zu Halberstadt und Herzog zu Braunschweig und Lüneburg, hat aus Gnaden zu diesem Kirchengebäude 600 Gulden an Holz und Blei verehret. Gott der allmächtige verleihe I.F.G und derselben Nachkommen Friede und ewige Seligkeit. Anno 1612.“